# بداما
بداما (به عربی: بداما) یک منطقهٔ مسکونی در سوریه است که در استان ادلب واقع شده‌است. بداما ۴٬۱۶۲ نفر جمعیت دارد.